# 铁雨
是一部2017年上映的韩国动作片，由《辩护人》的导演楊宇碩执导，改编自制皮粉与杨宇硕创作的漫画网络《Steel Rain》，鄭雨盛与郭度沅主演，电影以朝鲜和韩国之间的冲突为题材。

## 演员阵容

### 主要人物
- 鄭雨盛 飾演 嚴鐵友，前朝鮮人民軍特種作戰軍特務。
- 郭度沅 飾演 郭哲宇，韓國外交安全首席秘書。

### 其他人物
- 金甲洙 飾演 利泰漢，朝鮮人民軍總參謀部偵察總局局長。
- 金義聖 飾演 李義聖，現任大韓民國總統。
- 李璟榮 飾演 金璟榮，大韓民國總統當選人。
- 趙祐鎮 飾演 崔明祿
- 鄭原仲 飾演 朴炳鎮
- 張鉉誠 飾演 鄭世榮，大學教授。
- 金明坤 飾演 李红章，中华人民共和国国家安全部韓國分部負責人。
- 朴恩惠 飾演 權淑貞，婦產科醫生。
- 朴宣暎 飾演 姜智慧，嚴鐵友的妻子。
- 安美娜 飾演 宋素美
- 元真兒 飾演 厲敏慶，廣場上的慶祝女學生。
- 李在勇 飾演 朴光東，朝鮮人民軍總參謀部护卫总局局長。
- 李潤建 飾演 朴容建
- 金亨宗 飾演 李鄉弼
- 李彩殷 飾演 郭世琳
- 李時宇 飾演 郭世明
- 高娜熙 飾演 嚴仁英
- 克莉絲汀·道爾頓（英语：Kristen Dalton (actress)） 飾演 喬安妮·馬丁，美國中央情报局首爾部長。
- 羅恩·多納基（英语：Ron Donachie） 飾演 麥可·道布斯，美國國務卿。
- 金基賢 飾演 朴基賢，朝鮮內閣總理。
- 金重基 飾演 隆使，日本內閣情報調查室韓國分部主任。
- 羅光旭 飾演 唐洪才，中國駐朝鮮大使。
- 全英美 飾演 朝鮮中央電視台主持人。
- 崔圭煥 飾演 軍醫
- 李芷媛 飾演 北韓駭客兵
- 玄奉植 飾演 集市上的男子
- 權寒率 飾演 朝鮮介紹員
- 安炳植 飾演 南北入境事務局職員
- 朴珉熙 飾演 美國國家安全會議參謀長
- 成民秀 飾演 NSC國務總理
- 孫成燦 飾演 NSC國情院長
- 權範澤 飾演 NSC國防部長
- 金泰漢 飾演 金科長
- 韓昌賢 飾演 青瓦台行政官
- 鄭鐘佑 飾演 國軍醫院特任隊中隊長
- 李煌義 飾演 利萬謙
- 黃滿益 飾演 徐洪萬
- 瑞恩·毛瑞爾 飾演 凱奧瓦狙擊手
- 姜德重 飾演 利泰漢的副官
- 安德烈亞斯·弗龍克 飾演 泰勒，駐韓美軍發言人。
- 丹尼爾·喬伊·阿爾伯雷特飾演飛行員

### 友情出演
- 金韓民 飾演 日本海上自衛隊宙斯盾驅逐艦艦長

### 特別出演
- 金芝荷 飾演 崔秀賢，整型外科醫生、郭哲宇的前妻。

## 獲獎及提名列表
| 年份   | 頒獎典禮                   | 獎項                      | 日圍著         | 結果 | 參    |
| ------ | -------------------------- | ------------------------- | -------------- | ---- | ----- |
| 2018年 | 第54屆百想藝術大獎         | 電影部門 最佳導演         | 楊宇碩         | 提名 | [ 6 ] |
| 2018年 | 第54屆百想藝術大獎         | 電影部門 男子最優秀演技獎 | 鄭雨盛         | 提名 | [ 6 ] |
| 2018年 | 第54屆百想藝術大獎         | 電影部門 男子配角獎       | 趙宇鎮         | 提名 | [ 6 ] |
| 2018年 | 第54屆百想藝術大獎         | 電影部門 劇本獎           | 楊宇碩、鄭河容 | 提名 | [ 6 ] |
| 2018年 | 第23屆春史電影獎           | 最佳男主角                | 鄭雨盛         | 獲獎 | [ 7 ] |
| 2018年 | 第38屆韩国电影评论家协会奖 | 十一佳電影                | 十一佳電影     | 獲獎 |       |